# Tomba QV75
La Tomba QV75 pertany a Henutmire, germana de Ramsés II, de la Dinastia XIX d'Egipte. És a la Vall de les Reines, a la ribera occidental del Nil, a Egipte.
J. F. Champollion i K. R. Lepsius la van esmentar. Lepsius la va descriure breument i la classificà amb el número 1 de la seua llista. Lepsius i Porter i Moss la catalogaren com a pertanyent a una reina desconeguda.
La tomba és a prop de l'entrada de la vall i degué ser una de les darreres tombes del regnat de Ramsés II. El títol «Filla del rei» predomina per sobre de qualsevol altre, i això indica que la tomba s'havia destinat a una princesa reial, i la degueren adaptar a Henutmire quan va morir.

## Descripció
La tomba consta d'un vestíbul, una cambra lateral i una altra de funerària. El vestíbul exterior està decorat amb escenes de deïtats. En un santuari hi ha dues figures que representen Anubis. Henutmire apareix davant un déu en un quiosc, i altres escenes reprodueixen Horus.(2)
Al corredor, la reina apareix davant Ra-Harakhti.(2)
La sala interior mostra la difunta venerant Ra-Harakhti amb forma de falcó. L'escena següent mostra les dees Isis i Neftis adorant uns babuïns. Hi ha representacions de mobiliari, com ara un divan amb forma de cap de lleó o un altre amb forma de cap de vaca. Al costat del primer n'hi ha un espill i dessota el segon es representa un pot d'ungüent.(2)
Els pilars de la cambra interior estan decorats. El primer presenta Horus-Imhotep, Hator, Isis, i l'Ànima de Pe agenollada. El segon pilar està decorat amb escenes d'Osiris, Maat i Neith i l'Ànima de Nején agenollada. El tercer pilar representa de nou Horus-Imhotep, l'Ànima de Nején agenollada, Neftis i una dea occidental.(2)
La part inferior del taüt d'Henutmire la usurpà el rei Harsiese I per al seu enterrament a Medinet Habu. Henutmire és denominada Filla del rei en el sarcòfag, i possiblement fos també l'esposa del rei, tot i que això s'hi llig amb dificultat.
En el Papir Salt 124, el capatàs Panbeb és acusat de robar la maqueta d'una oca durant l'enterrament de la reina, que se'n trobà més tard a casa seua.
La tomba sembla que es reutilitzà durant la Dinastia XXII. Es tornà a usar en època romana, quan es cavà un fossat afegit en el sòl de la cambra del sarcòfag.(3)